# 𝒩=4 초대칭 양-밀스 이론
이론물리학에서, 4차원 {\displaystyle {\mathcal {N}}=4} 초대칭 양-밀스 이론(四次元{\displaystyle {\mathcal {N}}=4}超對稱[楊]-Mills理論, 영어: four-dimensional {\displaystyle {\mathcal {N}}=4} supersymmetric Yang–Mills theory)은 중력을 포함하지 않는, 4차원에서 최대의 초대칭 대수를 갖는 초대칭 게이지 이론이다. 이 이론은 사실 초등각 장론을 이루며, 초끈 이론과 깊은 관계를 갖는다.

## 정의
콤팩트 리 군 {\displaystyle G}를 게이지 군으로 삼는 4차원 {\displaystyle {\mathcal {N}}=4} 초대칭 양-밀스 이론의 라그랑지언은 다음과 같다.
{\displaystyle L=\operatorname {tr} \left\{-{\frac {1}{2g^{2}}}F_{\mu \nu }F^{\mu \nu }+{\frac {\theta }{8\pi ^{2}}}F_{\mu \nu }{\bar {F}}^{\mu \nu }-i{\overline {\lambda }}^{a}{\overline {\sigma }}^{\mu }D_{\mu }\lambda _{a}-D_{\mu }X^{i}D^{\mu }X^{i}+gC_{i}^{ab}\lambda _{a}[X^{i},\lambda _{b}]+g{\overline {C}}_{iab}{\overline {\lambda }}^{a}[X^{i},{\overline {\lambda }}^{b}]+{\frac {g^{2}}{2}}[X^{i},X^{j}]^{2}\right\}}
여기서 {\displaystyle \mu ,\nu =0,1,2,3}는 3+1차원 시공간 벡터 표현의 지표이며, {\displaystyle i,j=1,\dots ,6}는 Spin(6)=SU(4) R대칭 벡터 표현의 지표이며, {\displaystyle f}는 게이지 군 {\displaystyle G}의 딸림표현의 지표이다. {\displaystyle C_{i}^{ab}}는 SU(4)의 구조 상수이다. {\displaystyle F_{\mu \nu }^{k}}는 양-밀스 이론의 게이지 장세기
{\displaystyle F_{\mu \nu }^{k}=\partial _{\mu }A_{\nu }^{k}-\partial _{\nu }A_{\mu }^{k}+f^{klm}A_{\mu }^{l}A_{\nu }^{m}}
이다 ({\displaystyle A_{\mu }^{k}}는 게이지 퍼텐셜). {\displaystyle g}와 {\displaystyle \theta }는 게이지 결합 상수이며, 게이지 군의 종류와 더불어 이론의 유일한 매개 변수이다. 비재규격화 정리에 따라서, {\displaystyle g}와 {\displaystyle \theta }는 재규격화를 겪지 않으며, 이 이론은 4차원 {\displaystyle {\mathcal {N}}=4} 초등각 대칭을 갖는다.

### 구성
4차원 {\displaystyle {\mathcal {N}}=4} 초대칭 양-밀스 이론은 같은 게이지 군을 갖는 10차원 초대칭 양-밀스 이론의 차원 축소(영어: dimensional reduction)로 얻어진다. 이 경우, Spin(6) R대칭군은 축소된 6개의 차원에 대한 회전 대칭으로서 발생한다.
또한, 적어도 특정한 게이지 군에 대하여, 이 이론은 D3-막 위에 자연스럽게 존재하는 양자장론이다(이 사실은 {\displaystyle \operatorname {AdS} _{5}\times \mathbb {S} ^{5}} AdS/CFT 대응성에 핵심적인 역할을 한다). 이 경우, 게이지 군의 종류는 겹쳐진 D3-막의 수와 오리엔티폴드의 유무에 따라 결정된다. 예를 들어, 오리엔티폴드가 없으며, {\displaystyle N}개의 D3-막이 존재한다면, 이 경우 {\displaystyle \operatorname {U} (N)} 게이지 군이 발생한다.

## 성질

### 몬토넨-올리브 이중성
{\displaystyle {\mathcal {N}}=4} 초대칭 양-밀스 이론에서는 일종의 S-이중성이 성립하는데, 이를 몬토넨-올리브 이중성(Montonen–Olive duality)이라고 한다. 구체적으로, 두 결합 상수 {\displaystyle g}와 {\displaystyle \theta }를 다음과 같이 하나의 복소수 결합 상수
{\displaystyle \tau ={\frac {\theta }{2\pi }}+{\frac {4\pi i}{g^{2}}}}
로 표기하였을 때, 이 이론은
{\displaystyle \tau \mapsto \tau +1}
에 의하여 불변이며 (즉, {\displaystyle \theta }는 {\displaystyle 2\pi } 주기의 각도), 또한 게이지 군 {\displaystyle G}의, 결합 상수 {\displaystyle \tau }의 초대칭 양-밀스 이론은 게이지 군 {\displaystyle L_{G}}와 결합 상수
{\displaystyle \tau '={\frac {-1}{n_{G}\tau }}}
를 갖는 이론과 동형이다. 여기서 {\displaystyle L_{G}}는 {\displaystyle G}의 랭글랜즈 쌍대군이며, {\displaystyle n_{G}}는 랭글랜즈 쌍대성에 등장하는 정수이다. 특히, {\displaystyle n_{G}=1}인 경우 이는 {\displaystyle \operatorname {SL} (2;\mathbb {Z} )} 모듈러 군을 이룬다.
몬토넨-올리브 이중성은 IIB종 초끈 이론으로 설명할 수 있다.:186–187 {\displaystyle {\mathcal {N}}=4} {\displaystyle U(N)} 양-밀스 이론은 {\displaystyle N}개의 겹친 D3-막들 위에 존재하는 유효 이론이다. D3-막에는 기본 끈(F-끈)과 D1-막(D-끈)이 붙어 있는데, F-끈의 끝은 전기 홀극, D-끈의 끝은 자기 홀극을 이룬다. IIB종 초끈 이론에서는 S-이중성은 F-끈과 D-끈을 맞바꾸게 되고, 이 이중성은 물론 D3-막의 유효 이론도 따르게 된다. 이 이중성이 몬토넨-올리브 이중성이다.

### AdS/CFT 대응성
AdS/CFT 대응성에 따라, {\displaystyle {\mathcal {N}}=4} 초대칭 양-밀스 이론은 5차원 초구 {\displaystyle \mathbb {S} ^{5}}와 4+1차원 반 더 시터르 공간 {\displaystyle \operatorname {AdS} _{5}}의 곱공간 {\displaystyle \operatorname {AdS} _{5}\times \mathbb {S} ^{5}} 위에 존재하는 IIB종 초끈 이론과 사실상 같은 이론이라고 추측된다.

### 적분 가능성
{\displaystyle \operatorname {SU} (N)} {\displaystyle {\mathcal {N}}=4} 초대칭 양-밀스 이론에서, {\displaystyle N\to \infty } 극한에서 {\displaystyle g}개의 고리(=끈 세계면의 종수)를 갖는 파인먼 도형의 확률 진폭은 {\displaystyle N^{2-2g}}에 비례하게 된다. 즉, 색깔의 수가 매우 클 경우, 오직 낮은 종수의 파인먼 도형만이 살아남게 된다.
이러한 극한에서, 양자장론의 국소적 연산자들은 일종의 스핀 사슬(영어: spin chain) 모형으로 나타내어질 수 있다.

## 역사
{\displaystyle {\mathcal {N}}=4} 초대칭 양-밀스 이론은 1977년에 10차원 초대칭 양-밀스 이론의 차원 축소로 발견되었다.:86–88, §5:270, §3
같은 해에, 양-밀스 이론의 S-이중성은 클라우스 몬토넨(핀란드어: Claus Montonen)과 데이비드 이언 올리브(영어: David Ian Olive)가 1977년에 제시하였다. 몬토넨과 올리브의 원래 가설은 초대칭을 포함하지 않았는데, 이후 1979년에 휴 오즈번(영어: Hugh Osborn)이 이 가설이 성립하려면 {\displaystyle {\mathcal {N}}=4} 초대칭이 필요함을 지적하였다.:§1

## 참고 문헌
1. ↑  Duff, Michael J. (1996년 9월 10일). “Electric/magnetic duality and its stringy origins”. 《International Journal of Modern Physics A》 11 (22). arXiv:hep-th/9509106. Bibcode:1996IJMPA..11.4031D. doi:10.1142/S0217751X96001899.
2. ↑  Olive, David Ian (1996년 1월). “Exact electromagnetic Duality”. 《Nuclear Physics B Proceedings Supplements》 45 (1): 88–102. arXiv:hep-th/9508089. Bibcode:1996NuPhS..45...88O. doi:10.1016/0920-5632(95)00618-4.
재판 Olive, David Ian (1996년 3월). “Exact electromagnetic Duality”. 《Nuclear Physics B Proceedings Supplements》 46 (1–3): 1–15. Bibcode:1996NuPhS..46....1O. doi:10.1016/0920-5632(96)00002-3.
3. ↑  Duff, Michael J. (1996년 9월 10일). “Electric–magnetic duality and its stringy origins”. 《International Journal of Modern Physics A》 11 (22): 4031–4050. arXiv:hep-th/9509106. Bibcode:1996IJMPA..11.4031D. doi:10.1142/S0217751X96001899.
4. ↑  Polchinski, Joseph (1998). 《String Theory, Volume 2: Superstring theory and beyond》. Cambridge University Press. Bibcode:2005stth.book.....P. doi:10.2277/0521633044. ISBN 978-0521633048.
5. ↑  Beisert, Niklas (2012). “Review of AdS/CFT integrability: an overview”. 《Letters In Mathematical Physics》 (영어) 99 (3). arXiv:1012.3982. Bibcode:2012LMaPh..99....3B. doi:10.1007/s11005-011-0529-2.
6. ↑  Brink, Lars; Schwartz, John H.; Scherk, Joël (1977년 3월 28일). “Supersymmetric Yang-Mills theories”. 《Nuclear Physics B》 (영어) 121: 77–92. doi:10.1016/0550-3213(77)90328-5.
7. ↑  Gliozzi, Fernando; Olive, David I.; Scherk, Joël (1977년 4월 25일). “Supersymmetry, supergravity theories and the dual spinor model”. 《Nuclear Physics B》 (영어) 122: 253–290. doi:10.1016/0550-3213(77)90206-1.
8. ↑  Montonen, Claus; David Olive (1977년 12월 5일). “Magnetic monopoles as gauge particles?”. 《Physics Letters B》 72 (1): 117–120. Bibcode:1977PhLB...72..117M. doi:10.1016/0370-2693(77)90076-4.
9. ↑  Osborn, Hugh (1979년 5월 21일). “Topological charges for N=4 supersymmetric gauge theories and monopoles of spin 1”. 《Physics Letters B》 (영어) 83 (3–4): 321–326. doi:10.1016/0370-2693(79)91118-3.
10. ↑  Di Vecchia, Paolo (1998년 2월). “Duality in N=2, 4 supersymmetric gauge theories” (영어). arXiv:hep-th/9803026. Bibcode:1998hep.th....3026D.

- Seiberg, Nathan (1998년 7월). “Notes on theories with 16 supercharges”. 《Nuclear Physics B Proceedings Supplements》 (영어) 67 (1–3): 158-171. arXiv:hep-th/9705117. Bibcode:1998NuPhS..67..158S. doi:10.1016/S0920-5632(98)00128-5.
- Gauntlett, Jerome P. (1998년 2월). “Duality and supersymmetric monopoles”. 《Nuclear Physics B Proceedings Supplements》 (영어) 61 (1–2): 137–148. arXiv:hep-th/9705025. Bibcode:1998NuPhS..61..137G. doi:10.1016/S0920-5632(97)00526-4.

## 같이 보기
- S-이중성
- 자이베르그-위튼 이론
- 초끈 이론
- AdS/CFT 대응성